# 天主教雷克瑟姆教區
天主教雷克瑟姆教區（拉丁語：Dioecesis Gurecsamiensis）是英國威爾斯一個羅馬天主教教區。包括圭內德郡、克盧伊德郡和波伊斯郡北部。屬加的夫總教區。
2011年，有34,279名教友，估轄區總人口4.8%，有41個堂區、59名司鐸、10名終身執事、26名修士、121名修女。現任主教為埃德溫·里根。
1987年自墨涅維亞教區分出，成為教區。